# Chaffee megye
Chaffee megye az Amerikai Egyesült Államokban, azon belül Colorado államban található. Megyeszékhelye és legnagyobb városa Salida. Lakosainak száma 19 476 fő (2020. április 1.).

## Szomszédos megyék
- Lake megye (észak)
- Park megye (északkelet)
- Fremont megye (délkelet)
- Saguache megye (dél)
- Gunnison megye (nyugat)
- Pitkin megye (északnyugat)

## Népesség
A megye népességének változása:
| Lakosok száma | 17 805 | 18 022 | 18 127 | 18 510 | 18 658 | 19 476 |
|               | 2010   | 2011   | 2012   | 2013   | 2015   | 2020   |